# F&H Group A/S
F&H Group A/S er et dansk brandhouse inden for kitchen, living, dining med hovedsæde i Viborg. Firmaet blev grundlagt 17. august 1945 af Erik Vinther og K.E. Larsen under navnet Vinther & Larsen. Det er per 2022 Skandinaviens største grossist inden for isenkram. Siden 2005 har F&H været ejet af den norske Stein Erik Hagen-koncern Canica.
Koncernen omfatter flere selskaber i Danmark, Norge, Sverige, Tyskland, Frankrig, USA og Kina.

## Krænkelse af ophavsret
F&H Group er sammen med ernæringseksperten Christian Bitz dømt for i stentøjsserien BITZ, at havde krænket keramikeren K.H. Würtz' ophavsrettigheder til fire konkrete produkter.
Sagen startede i 2016, og har været behandlet i Sø- og Handelsretten to gange. Første gang gav retten F&H Group og Christian Bitz medhold, og anden gang fandt retten, at fire konkrete produkter ud af ca. 500 produkter i BITZ-stellet var ’tilstræbt at efterligne Würtz’ værker’ og at dermed var sket en krænkelse af Kasper Würtz’ design. Denne kendelse stadfæstede Østre Landsret i maj 2021.
I januar 2023 afgjorde Sø- og Handelsretten, at F&H Group skulle betale DKK 5 millioner til Kasper Würtz, udmålt efter hvad rettighederne for de krænkede produkter skønsmæssigt ville have kostet.
Retssagerne har givet en del medieomtale, og DR's forbrugerprogram Kontant har behandlet sagen i en udsendelse.